# نهر كاهابون
نهر كاهابون (بالإسبانية: Río Cahabón) هو نهر يقع في شرق غواتيمالا، ويبلغ طوله نحو 196 كيلومترًا (122 ميلًا). ينبع النهر من سلسلة جبال سييرا دي لاس ميناس في مقاطعة باخا فيراباز، ويتجه شمالًا ثم شرقًا نحو مقاطعة ألتا فيراباز، حيث يمر عبر بلدات سانتا كروز فيراباز، وتاكتيك، وكوبان، وسان بيدرو كارشا، وسيموك شامباي، وسانتا ماريا كاهابون، قبل أن يصب في نهر بولوتشيك الأصغر.

يحتوي نهر كاهابون على مناطق ذات مياه متدفقة بسرعة، تتضمن منحدرات من الدرجة الثالثة والرابعة، وتُعد من المواقع المفضلة لممارسة رياضة التجديف النهري السياحية.